# Geokichla dohertyi
Geokichla dohertyi (лат.) — вид воробьиных птиц из семейства дроздовых (Turdidae). Ведёт преимущественно наземный образ жизни.
Видовое название получил в честь американского биолога Уильяма Догерти.

## Ареал и места обитания
Эндемик островов Ломбок, Тимор и нескольких других Малых Зондских островов (Малайский архипелаг).
На перечисленных островах птица населяет высокогорные полу-вечнозелёные низкогорные и горные влажные леса на высоте 500—2500 метров над уровнем моря.

## Взаимодействие с человеком
Несмотря на присвоенный МСОП охранный статус «Виды, близкие к уязвимому положению», дрозд до последнего времени массово вылавливался и продавался за свой красивый вокал; вероятно, это стало одним из основных факторов сокращения его популяции. Данный вид, согласно последним данным, на острове Ломбок уже уничтожен полностью, и почти уничтожен на острове Сумбава, где существует посёлок, все жители которого занимаются исключительно отловом певчих птиц.
В неволе этот вид содержится в целом ряде зоопарков и питомниках птиц, в том числе, в зоопарках Бристоля и Честера, Фонде по сохранению дикой природы им. Даррелла (о. Джерси) и в птичьем питомнике Уеддесдон Менор (Букингемпшир, Англия). Некоторые из этих учреждений добились размножения птиц. Всего на 2011 год в неволе насчитывалось около 100 особей.